# Eva-Maria Aichner
Eva-Maria Aichner, eigentlich Eva-Maria Shata-Aichner (* 1953 oder 1954 in Linz) ist eine österreichische Schauspielerin und Doyenne des Landestheaters Linz.

## Leben
Eva-Maria Aichner wurde um 1954 in Linz geboren. Ihrem Studium der Innenarchitektur in der Meisterklasse der Kunsthochschule Linz folgte ein Schauspielstudium am Bruckner-Konservatorium, das sie 1975 mit Diplom abschloss. Seit 1975 ist Aichner am Linzer Landestheater als Schauspielerin in vielen Hauptrollen beschäftigt und ist nebenbei an Hörspiel- und Filmproduktionen des ORF beteiligt. Seit 1978 ist sie außerdem Lehrbeauftragte am Oberösterreichischen Landesmusikschulwerk für Rhetorik, Sprechtechnik und szenisches Spiel und behandelt diese Themen auch in zahlreichen Vorträgen und Lesungen. Derzeit ist sie die dienstälteste und meistbeschäftigte Schauspielerin am Landestheater Linz und damit die gefragteste Schauspielerin in Oberösterreich.
2012 wurde Eva-Maria Aichner mit der Kulturmedaille des Landes Oberösterreich ausgezeichnet.

## Hörspiele
- 1975: Iwan Bunin: Die Heilige, ORF-OÖ
- 1976: Allan Sillitoe: Onkel Ernest, ORF-OÖ
- 1976: Franz Werfel: Das Lied der Bernadette, Regie: Ferry Bauer ORF-OÖ
- 1984: Oskar Zemme: Die Vorsprache, ORF-OÖ
- 1985: Günther Schatzdorfer, Kein schöner Land, ORF-OÖ
- 1985: Friedrich Zauner: Charisma, ORF-OÖ
- 1987: Friedrich Zauner: Katz im Sack, ORF-OÖ/BR
- 1990: Harald Mini: Die Anzeige, ORF-OÖ
- 1990: Heide Stockinger: Endlich ans Licht gebracht, ORF-OÖ
- 1990: Roswitha Zauner: Nachsaison, ORF-OÖ
- 1992: Johann Distlbacher, Lotto-Manie, ORF-OÖ
- 1993: Kurt Gebauer: Tausende, ORF-OÖ
- 1994: Gertrud Fussenegger: Besuch im Altersheim, ORF-OÖ
- 1996: Andreas Renoldner: Tante Gabi, ORF-OÖ
- 1997: Thomas Baum: Bodenlos, ORF-OÖ
- 1997: Brigitte Schwaiger: Der Prozeß Hänsel und Gretel, ORF-OÖ
- 1999: Ernst Jacobi: Fußkilometer 554 oder Was ausschlaggebend war, ORF-OÖ

## Veröffentlichungen
- Eva-Maria Shata-Aichner: Zum Beispiel. Rhetorik und Sprechtechnik anhand von Literaturbeispielen. Studio Weinberg, Kefermarkt 2004. ISBN 3-9501222-3-0
- Eva-Maria Shata-Aichner: Artikulation. Lehrmittel zur richtigen Aussprache. Band 1. Studio Weinberg, Kefermarkt 2005. ISBN 3-9501222-8-1